# Мурсалево
Мурсалево (болг. Мурсалево) — село в Болгарии. Находится в Кюстендилской области, входит в общину Кочериново. Население составляет 519 человек.

## Политическая ситуация
В местном кметстве Мурсалево, в состав которого входит Мурсалево, должность кмета (старосты) исполняет Робертино Методиев Киров (коалиция в составе 5 партий: Евророма, Порядок, законность и справедливость (РЗС), Земледельческий народный союз (ЗНС), Движение за права и свободы (ДПС), за Кочериново, СЪЮЗ НА ДЕМОКРАТИЧНИТЕ СИЛИ) по результатам выборов правления кметства.
Кмет (мэр) общины Кочериново — Костадин Петров Катин (коалиция в составе 3 партий: Земледельческий народный союз (ЗНС), Союз демократических сил (СДС), Движение за права и свободы (ДПС)) по результатам выборов в правление общины.